# Theridion maculiferum
Theridion maculiferum là một loài nhện trong họ Theridiidae.
Loài này thuộc chi Theridion. Theridion maculiferum được Carl Friedrich Roewer miêu tả năm 1942.